# Barlavento

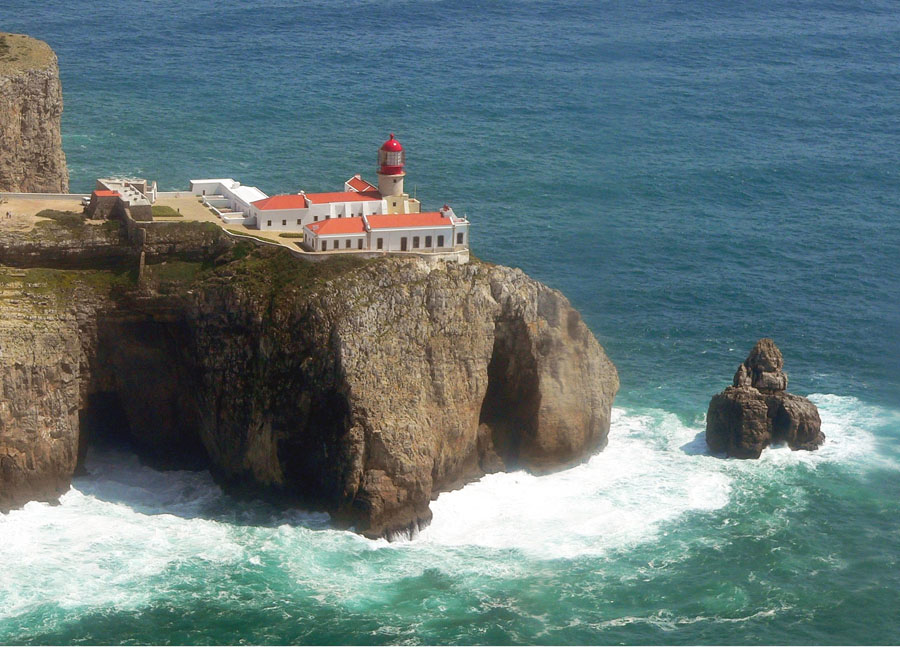
Klippen und Brandung des Barlavento

Das Barlavento ist der westliche Teil der Algarve im Süden Portugals. In der Bezeichnung für diese Region steckt der portugiesische Begriff für Wind (o vento). Barlavento bedeutet frei übersetzt etwa „die dem Wind zugewandte Seite“ (Luv). Somit verweist der Name dieser Region auf den Umstand, dass dort ganzjährig ein vom Meer kommender, mitunter starker Wind weht.

## Geografie und Klima

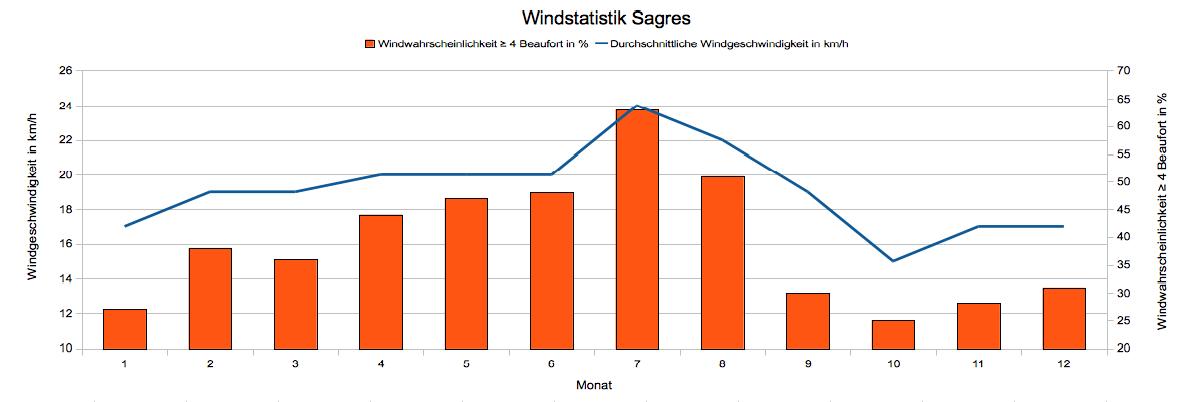
Windstatistik Sagres

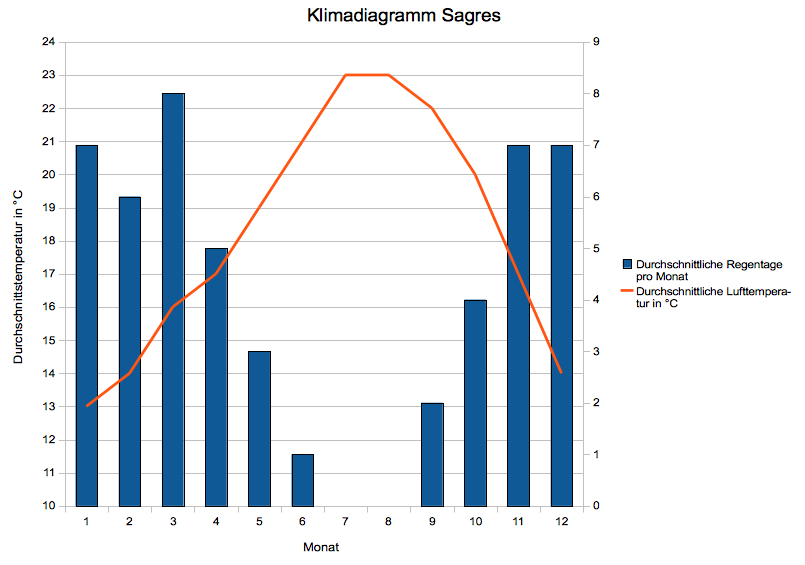
Klimadiagramm Sagres

Das Barlavento ist der westliche Teil der Algarve. Die Stadt Albufeira, die etwa in der Mitte auf der Ost-West-Achse der Algarve liegt, markiert die Grenze zwischen dem Barlavento und dem östlich davon gelegenen Sotavento.
Häufig wird das Barlavento auch als Felsalgarve bezeichnet. Die Küste ist geprägt von bis zu 50 Meter hohen Klippen aus Sand- und Kalkstein. In den Klippen befinden sich immer wieder Grotten und kleine Buchten mit Sandstränden. Je weiter man nach Westen kommt, desto stärker wird der ständig vom Atlantik kommende Wind. Entsprechend herrscht die meiste Zeit im Jahr eine starke Brandung und mitunter starke Strömung vor.
Die Windgeschwindigkeit in Sagres, der Stadt im äußersten Südwesten Europas, liegt im Jahresdurchschnitt bei 19 km/h. Die Wahrscheinlichkeit, dass eine Windstärke von vier Beaufort oder mehr auftritt liegt bei 39 %. Die Jahresdurchschnittstemperatur beträgt angenehme 18 °C. Mit 300 Sonnentagen im Jahr ist das Barlavento das sonnenreichste Gebiet Europas. Die klimatischen Bedingungen hängen mit der exponierten Lage des Barlavento zusammen. So bildet das Cabo de São Vicente den südwestlichsten Zipfel der weltweit größten zusammenhängenden Landmasse (Eurasien).

## Geschichte
Im 15. und 16. Jahrhundert drangen portugiesische Seefahrer in bis dahin unbekannte Gegenden der Welt vor, wodurch das Land zur führenden Kolonial- und Handelsmacht aufstieg. Die Geschichte der portugiesischen Seefahrt startete im Barlavento. Heinrich der Seefahrer gründete Anfang des 15. Jh. in der Nähe von Sagres eine Seefahrerschule. In Lagos, heute eine der Hochburgen des Tourismus im Barlavento, entwickelte sich der erste und größte Sklavenmarkt der Welt.

## Verwaltung und Besiedelung

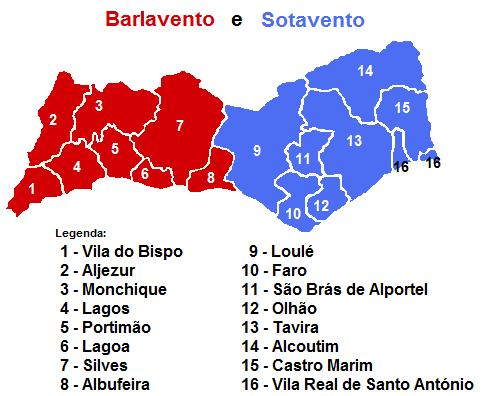
Karte vom Barlavento und Sotavento

Das Barlavento ist in 8 Verwaltungsdistrikte (portugiesisch: Municípios) eingeteilt.
Diese sind:
- Albufeira
- Aljezur
- Lagoa
- Lagos
- Monchique
- Portimão
- Silves
- Vila do Bispo

Die größten Städte sind Portimão mit 36.200 Einwohnern (Stand 2001), Albufeira mit 31.543 Einwohnern (Stand 2001) und Lagos mit 28.890 Einwohnern (Stand 2009). Außerhalb dieser Ballungszentren ist die Bevölkerungsdichte gering. Besonders die Bezirke westlich von Lagos und das Hinterland sind nur gering besiedelt. Hier findet man immer noch oft riesige menschenleere Gebiete vor. Die am Kap des heiligen Vinzenz gelegene Stadt Sagres ist mit 1.939 Einwohnern (Stand 2001) die größte Stadt der Region. Im Distrikt Aljezur leben gerade einmal 16 Einwohner pro km².

## Tourismus
Der Tourismus bildet die wirtschaftliche Basis des Barlavento. In den Sommermonaten halten sich etwa dreimal so viele Touristen wie Residenten in der Region auf. Dabei konzentriert sich der Tourismus vornehmlich auf die größten Distrikte Portimão, Albufeira und Lagos. Der Individualtourismus hat eine weitaus größere Bedeutung. Außerhalb der Städte prägen mittelgroße bis große Ferienvillen in gut gepflegten Anlagen das Bild.
Der westliche Teil des Barlaventos (Distrikte Vila do Bispo und Aljezur) ist bis jetzt kaum erschlossen. Lediglich das Kap des heiligen Vinzenz zieht jedes Jahr zehntausende Touristen an. Aufgrund der wenigen Menschen, die die Strände aufsuchen und wegen des starken Windes, einhergehend mit hohen Wellen ist die Region europaweit bei Windsurfern, Kitesurfern und Wellenreitern bekannt. Ebenso gilt das Barlavento als Paradies für Segler. Bei Kennern beliebt sind auch die Golfplätze und Golf Resorts, die man im ganzen Barlavento findet.